# Estación Ramaditas
Ramaditas fue una estación de ferrocarril que se hallaba en pleno Desierto de Atacama en la Región de Tarapacá de Chile. Fue parte del Longitudinal Norte y actualmente se encuentra inactiva.

## Historia
La estación fue construida como parte del ferrocarril Longitudinal Norte, el cual inició sus obras en 1911 y fue entregado para su operación en el tramo Pintados-Baquedano en junio de 1913. Según Santiago Marín Vicuña, la estación se encontraba ubicada a una altitud de 887 m. s. n. m.
La estación aparece consignada tanto en mapas oficiales de 1929 como en publicaciones turísticas de 1949 y mapas de 1960, lo que da cuenta de su actividad de manera constante, si bien estuvo cerrada a mediados de los años 1940 y fue reabierta mediante resolución del 25 de julio de 1949.
La estación dejó de prestar servicios cuando finalizó el transporte de pasajeros en la antigua Red Norte de la Empresa de los Ferrocarriles del Estado en junio de 1975, siendo clausurada formalmente el 15 de enero de 1979. Las vías del Longitudinal Norte fueron traspasadas a Ferronor y privatizadas, mientras que la estación fue abandonada.